# فستالية بريلا
فستالية بريلا (الاسم العلمي:Vestalis beryllae)  هي نوع من الحشرات يتبع جنس الفستالية من الفصيلة الرعاشية                       .	